# UN-Campus

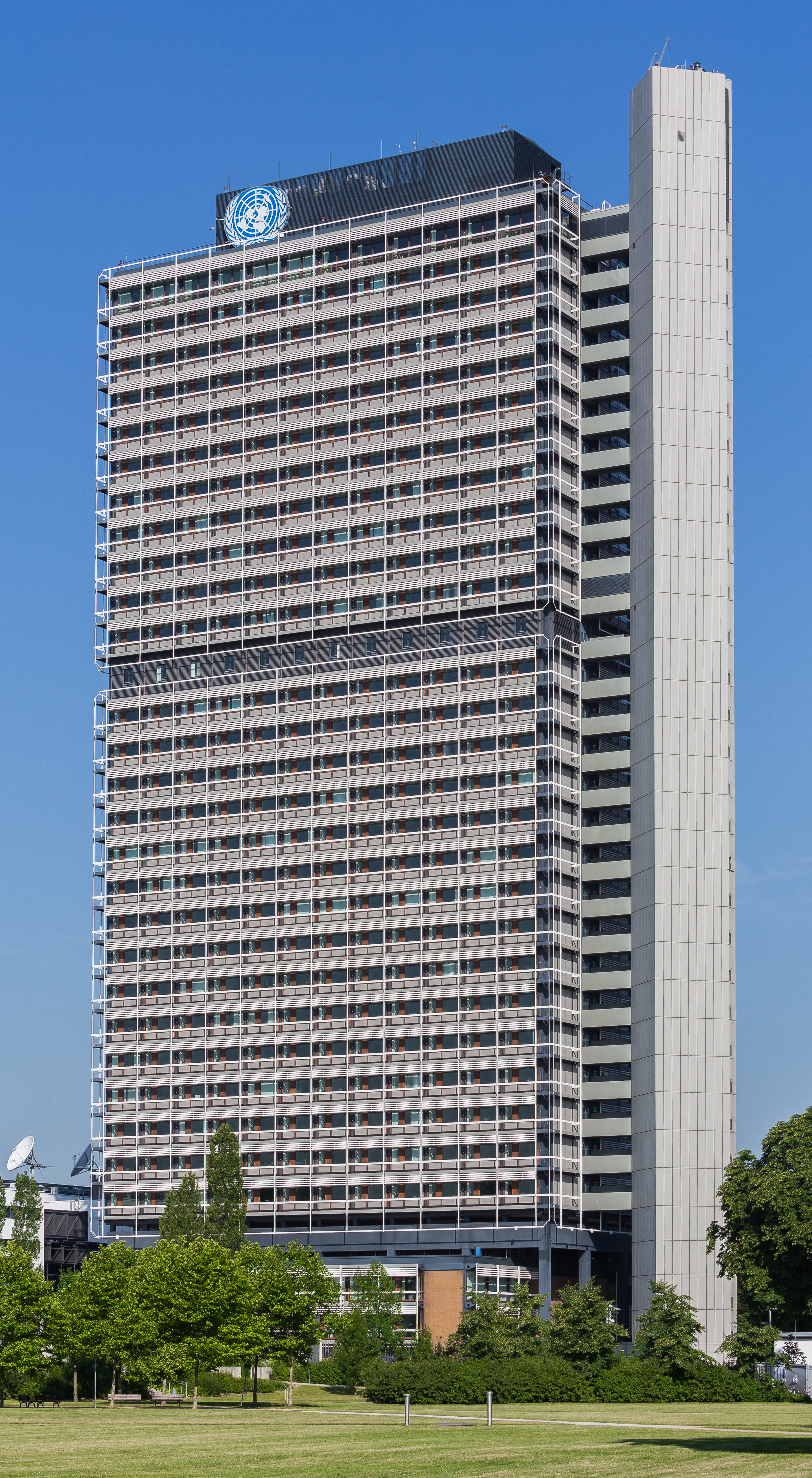
Langer Eugen, seit 2006 Bestandteil des UN-Campus

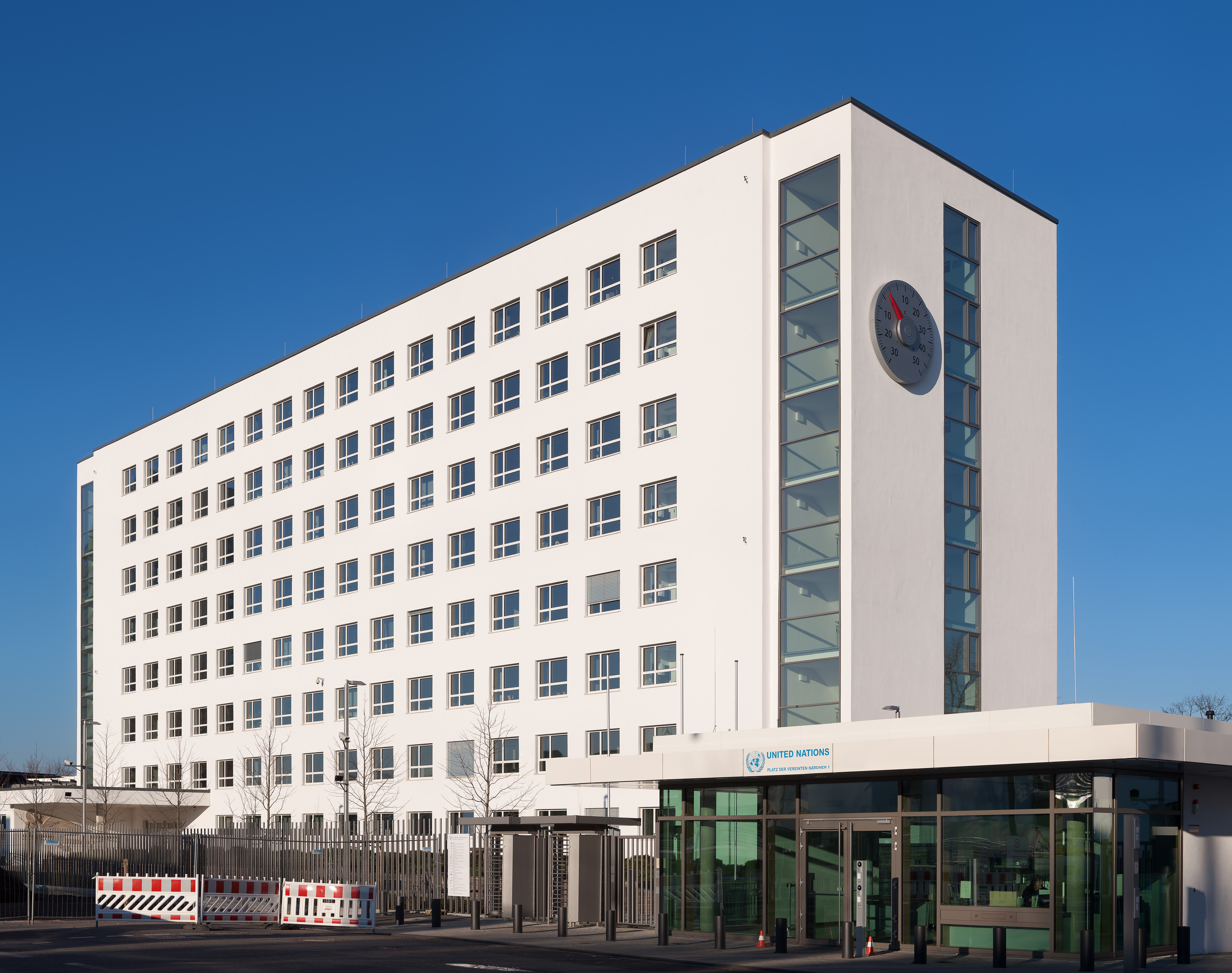
Altes Abgeordnetenhochhaus, seit 2013 Sitz des Sekretariats der Klimarahmenkonvention

Der UN-Campus (Langform United Nations Campus) oder VN-Campus ist das Zentrum der Organisationen der Vereinten Nationen in Bonn. Er wurde am 11. Juli 2006 eingeweiht und umfasste zunächst nur das ehemalige Abgeordnetenhochhaus Langer Eugen. Im Juli 2013 kam der südliche Teil des Bundeshauses am Platz der Vereinten Nationen hinzu. Der Campus hat nach einer erneuten Erweiterungsphase seit 2022 eine Kapazität für etwa 1.000 Mitarbeiter.

## Verwaltung
Der UN-Campus ist im Eigentum der Bundesanstalt für Immobilienaufgaben; anfallende Bauaufgaben an der Liegenschaft werden vom Bundesamt für Bauwesen und Raumordnung betreut. Die UN-Organisationen nutzen die Gebäude mietfrei, kommen jedoch für die Betriebskosten auf. Aufgrund eines Abkommens zwischen der Bundesrepublik und den Vereinten Nationen unterliegt der UN-Campus diplomatischen und (völker-)rechtlichen Sonderbestimmungen. Er wird daher teilweise als „exterritoriales Gebiet“ bezeichnet, auch wenn diese Bezeichnung völkerrechtlich nicht zutreffend ist.

## Geschichte

### Campus-Phase I
Vor allem seit dem Jahre 1996 haben sich in Bonn zahlreiche Organisationen der Vereinten Nationen (UN) niedergelassen. Diese waren bisher im Haus Carstanjen und dessen Erweiterungsbau, im Kerngebäude des Bundeshauses sowie dem Bürogebäude Kennedyallee 105–107 ansässig. Im November 2000 beschloss die Bundesregierung, die schwerpunktmäßig im Umwelt- und Nachhaltigkeitsbereich tätigen Organisationen an einem zentralen Punkt zu bündeln. 2001 wurde vereinbart, dafür einen Teil der ehemaligen Parlamentsbauten den Vereinten Nationen als „UN-Campus“ zur dauerhaften Nutzung zur Verfügung zu stellen, was durch Kabinettsbeschluss vom 28. Mai 2003 bekräftigt wurde. Ab April 2006 zogen elf der seinerzeit zwölf Organisationen in das ehemalige Abgeordnetenhochhaus, den Langen Eugen ein. Dabei wurde er komplett eingezäunt und zudem die Hermann-Ehlers-Straße für den Autoverkehr gesperrt. Am 11. Juli 2006 wurde der neue UN-Campus von Bundeskanzlerin Angela Merkel und dem damaligen UN-Generalsekretär Kofi Annan eingeweiht.

### Campus-Phase II
Das Klimasekretariat ist mit etwa 265 von insgesamt 600 Mitarbeitern (Stand: 2013) im achtgeschossigen Alten Abgeordnetenhochhaus über zweigeschossigem Bunker, dem vormaligen Fraktionsbau, dem Zwischenflügel sowie dem Südflügel des Bundeshauses untergebracht. Dazu wurden in der „Campus-Phase II“ die teils denkmalgeschützten Gebäude von September 2009 bis Sommer 2013 unter Leitung des Bundesamts für Bauwesen und Raumordnung für 92 Millionen Euro um- und teilweise neugebaut sowie anstelle des bisherigen Innenhofs ein glasüberdachtes Atrium geschaffen. Der Umzug war ursprünglich schon für 2008 vorgesehen, verzögerte sich aber, weil der Haushaltsausschuss des Deutschen Bundestages eine Haushaltssperre für den Umbau verhängt hatte. Am 31. Oktober 2012 erfolgte die symbolische Schlüsselübergabe an das Klimasekretariat, die endgültige Fertigstellung bis zur offiziellen Übernahme des Gebäudes durch die UN am 15. Juli 2013 und der Einzug der Organisation im Oktober 2013. Zugleich entstand am rheinseitigen Ende der Hermann-Ehlers-Straße ein Logistikgebäude, an der Ecke Platz der Vereinten Nationen das zentrale Personeneingangsgebäude. Mit der Campus-Phase II wurde ein Teilstück der Hermann-Ehlers-Straße in den Sicherheitsbereich des Campus einbezogen und entwidmet.

### Campus-Phase III
In der „Campus-Phase III“ wurde für das Klimasekretariat ein zum Stresemannufer gelegener Neubau auf dem UN-Campus in Form eines 17-geschossigen Neuen UN-Hochhauses („Klimaturm“) errichtet, sodass in Zukunft voraussichtlich alle bisher rund 1.000 Mitarbeiter der Vereinten Nationen in Bonn an einem gemeinsamen Standort arbeiten können. Es handelt sich um den ersten eigens für eine UN-Nutzung geplanten Neubau in Bonn. Für dieses Projekt wurde im November 2012 ein Architektenwettbewerb ausgelobt, der im September 2013 zugunsten des Berliner Architekturbüros Stefan Lippert entschieden wurde. Zudem wurde auch für diese Baumaßnahme im August 2015 ein Kunst-am-Bau-Wettbewerb eingeleitet, die Entscheidung fand im März 2016 statt. Die Grundsteinlegung für den Neubau erfolgte am 6. Oktober 2016 und das Richtfest am 3. Juni 2019, die Fertigstellung der Fassade im Herbst 2020; die Gesamtfertigstellung erfolgte im Februar 2022 und der Bezug durch das Klimasekretariat ab April 2022. Bei dieser Erweiterung wurde – nach einem Beschluss auf Staatssekretärsebene der Bundesministerien für Finanzen, Umwelt, Naturschutz und Reaktorsicherheit, Verkehr, Bau und Stadtentwicklung und des Auswärtigen Amts am 3. Mai 2011 – auch das aus mehreren Gebäuden bestehende Alte Wasserwerk am Stresemannufer, bisher Konferenzstätte des World Conference Center Bonns (WCCB), in den UN-Campus einbezogen. Zudem ist die bauliche Erweiterung des vorhandenen Logistikgebäudes  erfolgt.

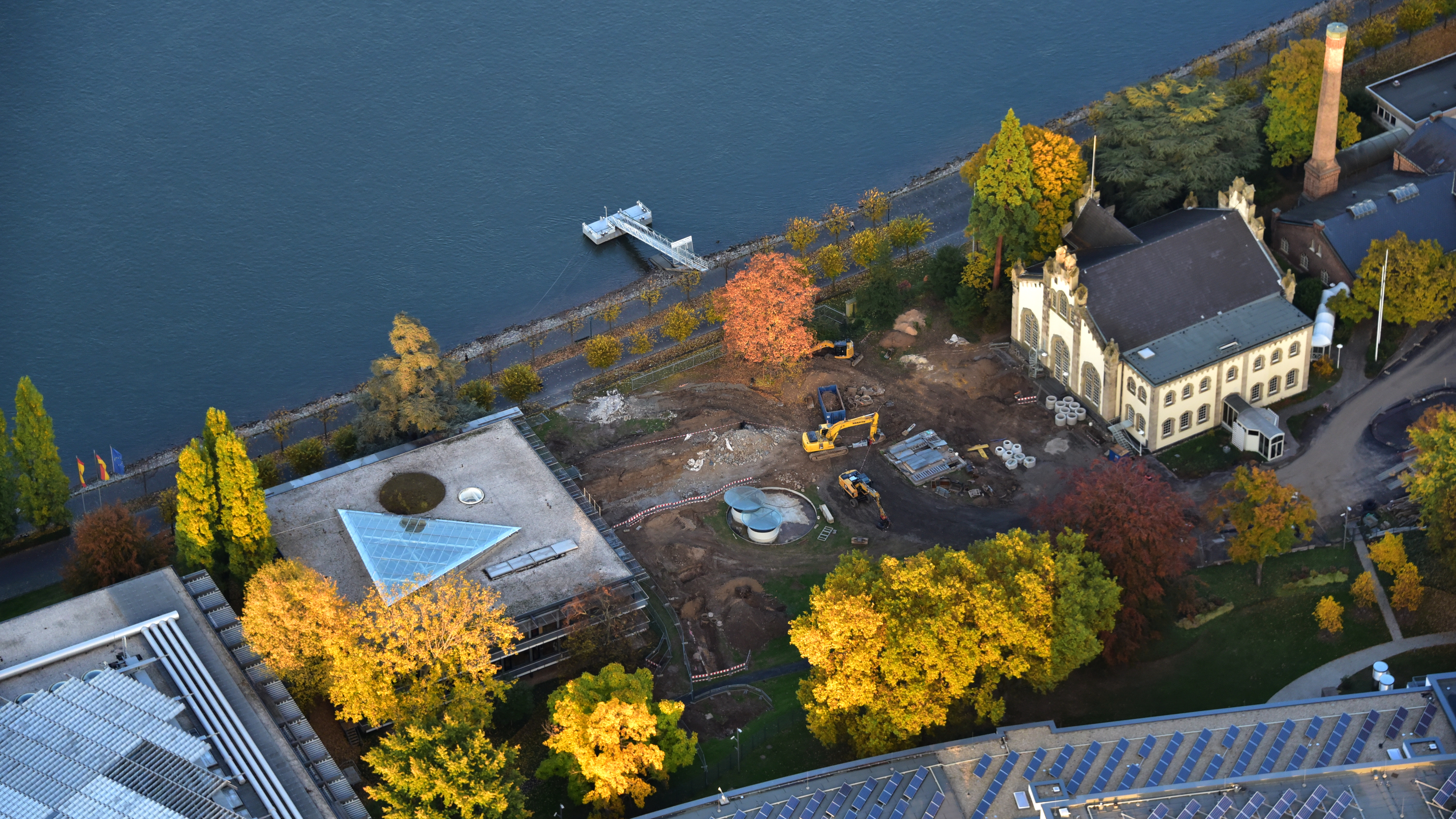
Beginn der Bauarbeiten zum Neubau UN-Hochhaus, Luftaufnahme (Oktober 2016)
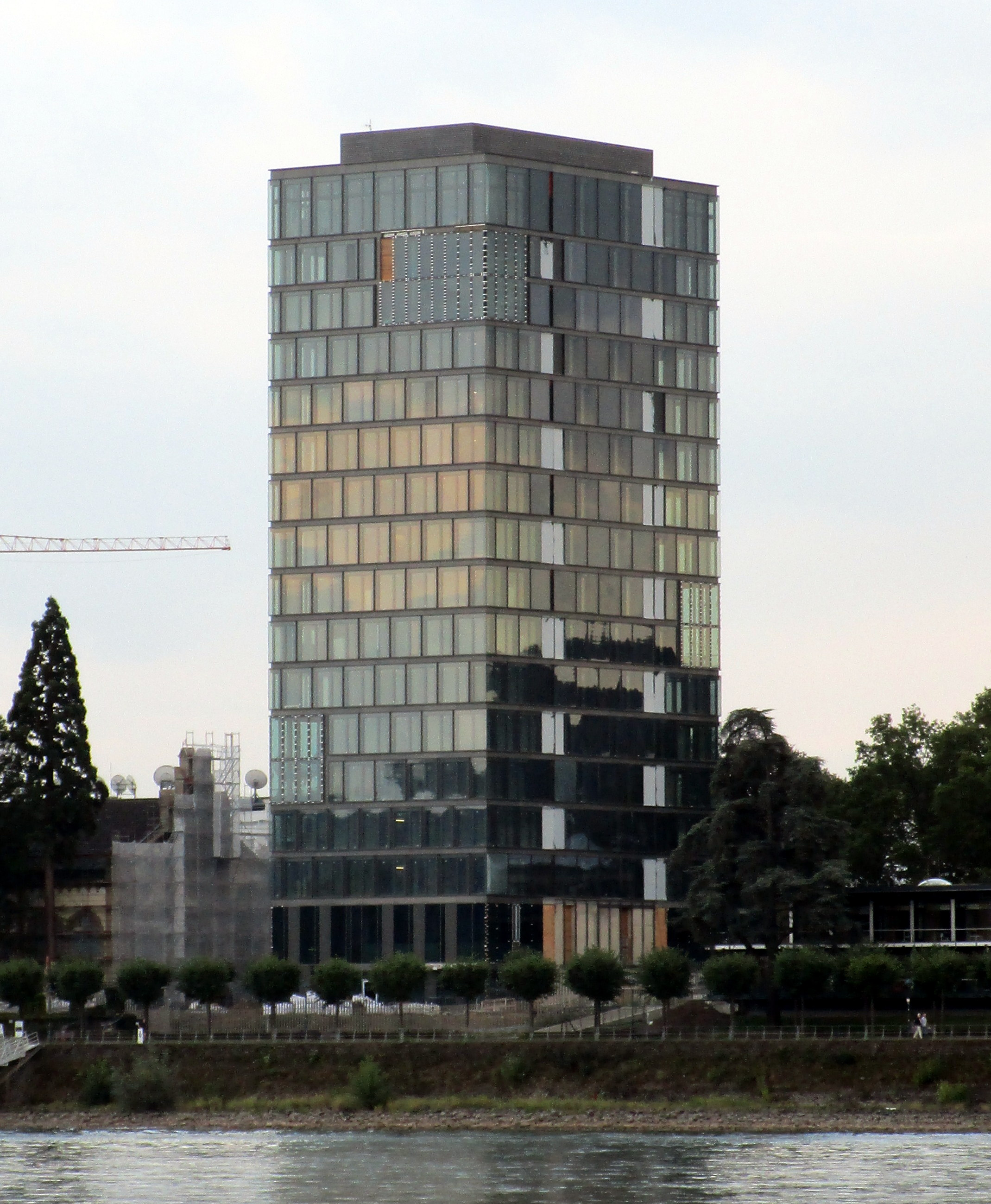
Bauzustand kurz vor Fertigstellung (September 2020)

## Komplementäreinrichtungen
2006 wurde auf dem benachbarten Grundstück ein umfangreicher Erweiterungsbau für das WCCB begonnen, das bislang neben Wasserwerk und Pumpenhaus nur den ehemaligen Plenarsaal des Bundeshauses nutzte. Mit dem zwischenzeitlich United Nations Conference Center genannten Projekt sollten vor allem die Vereinten Nationen in die Lage versetzt werden, internationale Konferenzen in Bonn abhalten zu können. Der Erweiterungsbau des WCCB wurde im Sommer 2015 fertiggestellt. Von 2012 bis 2013 ließ die Bundesanstalt für Immobilienaufgaben in Nachbarschaft zum UN-Campus (Heussallee 30) für die in Bonn tätigen Mitarbeiter der Vereinten Nationen und weiterer internationaler Organisationen eine Kindertagesstätte errichten. Die Tiefgarage für die Mitarbeiter der Vereinten Nationen liegt auf Höhe der Zentrale der Deutschen Welle (Schürmann-Bau) und wird gemeinsam mit dieser unterhalten.